# Lanistes elliptus
Lanistes elliptus е вид коремоного от семейство Ampullariidae.

## Разпространение
Видът е разпространен в Демократична република Конго, Малави и Мозамбик.